# Trappemaskine
En trappemaskine er et mekanisk hjælpemiddel, der sikkert kan transportere personer og gods på trapper.
Den har form som en sækkevogn, hvor der på hver side er monteret flere hjul eller støtteben. Ved hjælp af en elmotor med batteri hæves eller sænkes trappemaskinen fra et trappetrin til det næste. Hastighed og retning styres fra en anordning ved håndtaget.
Der findes mange forskellige modeller. Den største kan klare løft på op til 310 kg.

## Persontransport
Gangbesværede og handicappede personer kan have stor gavn af en trappemaskine. Trappemaskinen kan gøre det muligt for dem at blive boende i et hjem med trapper, hvis blot de har en hjælper, der kan betjene trappemaskinen for dem. Tidligere installeredes faste trappemaskiner med faste spor. De har den fordel, at de kan betjenes af en kørestolsbuger uden en hjælper. Firmaer med speciale i handicaptransport har ofte en trappemaskine med i bilen.

## Godstransport
Tidligere blev tunge ting båret op ad trapperne, men for at undgå tunge løft anvendes nu en trappemaskine. Mange vognmænd har en trappemaskine med på lastbilen. Den anvendes når der skal leveres tunge hårde hvidevarer, ovne, pejse, fliser, cementsække og gulvslibemaskiner til lejligheder i etageejendomme. Flyttefirmaer anvender den til transport af tunge møbler på trapper. Øldepoter har specialmodeller der passer til transport af ølkasser og ølfustager til værtshuse og mindre kiosker og butikker, hvor trapper besværliggør adgangen.

## Lovkrav
Arbejdsmiljøloven  foreskriver at arbejde med manuel håndtering skal tilrettelægges hensigtsmæssigt. Hvis arbejdet kan indebære en risiko for sikkerhed eller sundhed, så skal der anvendes tekniske hjælpemidler for at undgå tunge løft.